# Allrode
Allrode is een plaats en voormalige gemeente in de Duitse deelstaat Saksen-Anhalt en maakt deel uit van de gemeente Thale in de Landkreis Harz.
Allrode telt 643 inwoners. Allrode ligt aan de Uerdinger Linie, in het traditionele gebied van het Hoogduits. Allrode is niet ver van de grenzen naar Nedersaksen en Thüringen.